# T9

Logo T9

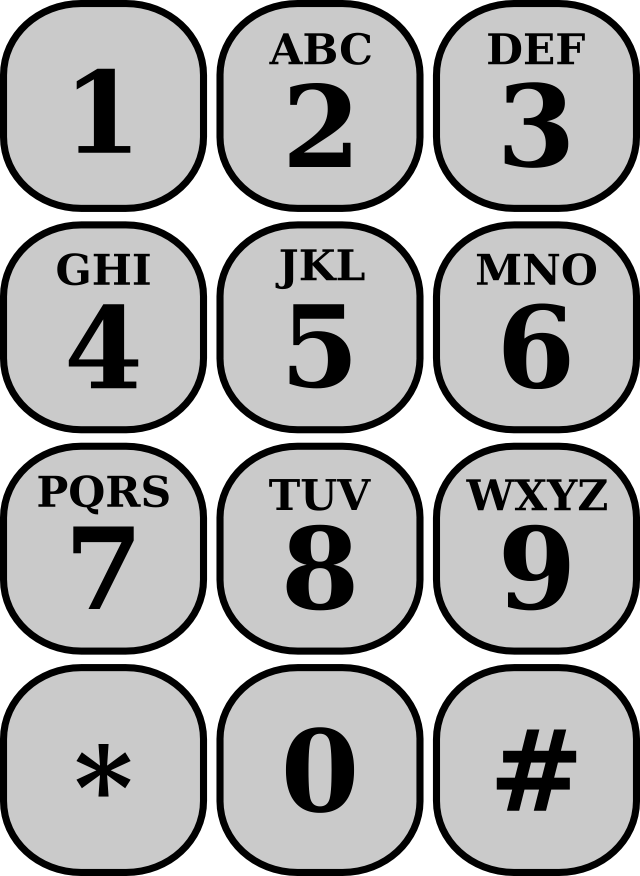
Standardní klávesnice

T9 je zkratka pro Text na 9 klávesách. Je to technologie určená pro vkládání textu na mobilních telefonech. Byla vyvinuta firmou Tegic Communications. Jinými prediktivními technologiemi jsou např. iTap, eZiText nebo LetterWise/WordWise.
Úkolem T9 je umožnit snadnější zápis textových zpráv na klávesnici mobilního telefonu. Dovoluje zapisovat slova jednoduchým mačkáním kláves – jedno zmáčknutí klávesy pro zápis jednoho písmena. Bez použití T9 je většinou nutné pro jediné písmeno zmáčknout klávesu několikrát.
Software kombinuje skupinu napsaných písmen po každé klávese se zabudovaným slovníkem. Pro zadanou posloupnost kláves najde ve slovníku všechna slova, která odpovídají zadané posloupnosti.
Uživateli pak nabízí nejčastěji používané varianty – slova. Výrazně tak zrychluje zápis textu. Uživatel má možnost v případě nutnosti vybírat i z ostatních variant. 
Obvyklá je podpora více jazyků, mezi kterými lze přepínat. Slovník může být rozšířen i o nová slova.

## Princip
Princip fungování prediktivního slovníku T9 je jednoduchý. Při psaní zprávy pomocí jednoduchých stisků kláves se pokouší software předpovědět, jaké slovo má uživatel v úmyslu napsat. Po stisku další klávesy se tak může změnit struktura celého slova. Při dopsání slova se na displeji objeví požadovaný tvar, případně se nabídnou k výběru i další slova, která přicházejí v úvahu. Do mobilního telefonu je implementován slovník, který obsahuje asi 10 tisíc slov. Do slovníku lze vkládat i svá vlastní „neznámá“ slova, případně lze dočasně prediktivní slovník vypnout a slovo napsat klasickým způsobem, kdy se jednotlivá písmenka vybírají několikanásobným stiskem klávesy.

## Příklad „nejlepší“
| stisknutá klávesa | znak | displej  | bez T9 – potřeba stisknout více kláves (například 22 na telefonech Nokia) |
| MNO 6             | N    | O        | MNO 6                                                                     |
| DEF 3             | E    | Od       | DEF 3                                                                     |
| JKL 5             | J    | Měl      | JKL 5                                                                     |
| JKL 5             | L    | Nejl     | JKL 5                                                                     |
| DEF 3             | E    | Měkké    | DEF 3                                                                     |
| PQRS 7            | P    | Nejlep   | PQRS 7                                                                    |
| PQRS 7            | S    | Nejlepš  | PQRS 7                                                                    |
| GHI 4             | I    | Nejlepší | GHI 4                                                                     |